# Canavial

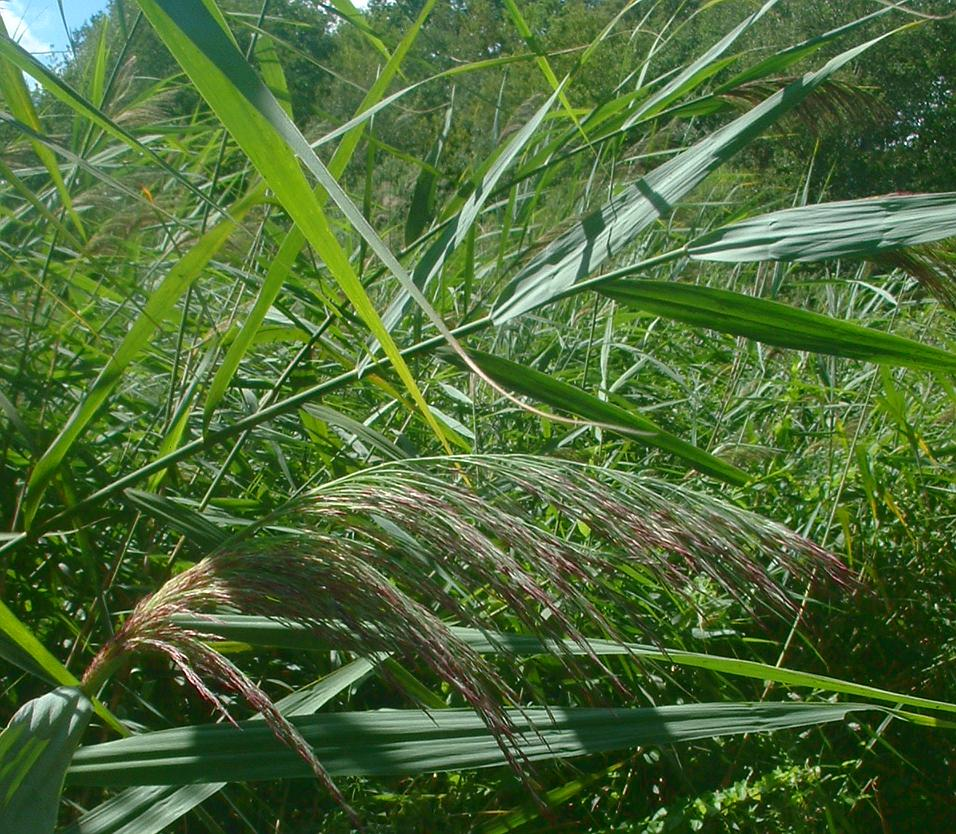
Um canavial no verão

Um canavial é um habitat natural encontrado em zonas inundáveis, depressões inundadas ou estuários. Estas áreas estão localizadas à beira de lagos, lagoas, brejos e remansos do rio onde a vegetação seca ciclicamente e é transformada em palha. Canaviais artificiais são usados como método de despoluição de águas cinzentas.
A expressão identifica também o local onde é cultivada a cana-de-açúcar.
A cana comum (Phragmites australis) naturalmente ocupa áreas úmidas, incluindo lagoas, valas, diques, pântanos e estuários e áreas de brejos. Ao secar, tal gramínea dá origem a uma palha seca que se degrada, atuando como agente filtrador de impurezas.
Além desta função natural, a palha proveniente da cana costumava (ou ainda costuma) ser importante para muitas economias locais, sendo tradicionalmente colhida nos meses de inverno e utilizada para o forro de tetos de casas. Mas hoje em dia, a palha têm um papel importante nos processos de tratamento de água, em especial as canas cultivadas artificialmente, que são empregadas em processos de despoluição de águas cinzentas (nome que recebe qualquer água residual, de natureza não-industrial, originada a partir de processos domésticos como lavar louça, roupa ou tomar banho). A planta possui ainda outro papel ecológico importante, podendo ser usada para filtrar a poluição e também absorver produtos agrotóxicos e similares, quando plantada ao redor de edifícios e auto-estradas.
As Phragmites australis são plantas vistosas ao longo do ano. No final da primavera e início do verão elas são verdes e exuberantes, com flores magenta surgindo ao final do verão. As espécies de canaviais variam dependendo dos níveis de água no ambiente, clima, variações sazonais, e o status de nutrientes e salinidade da água.

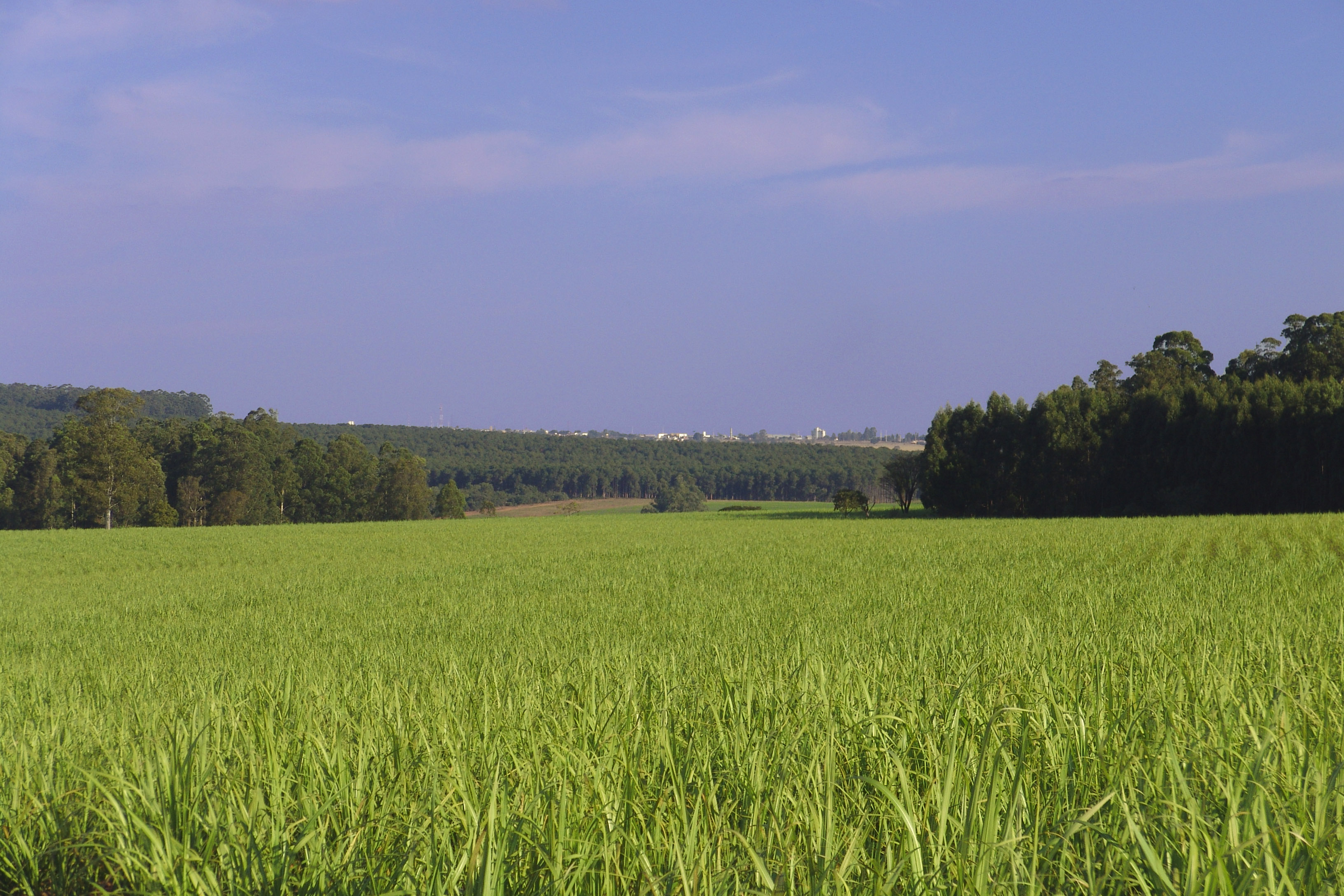
Campo de Canavial

O ambiente úmido do canavial abriga ainda uma grande variedade de seres vivos, em especial insetos e seus predadores, aves como o abetouro-comum (Botaurus stellaris - da família das garças) ou o rouxinol-pequeno (Acrocephalus scirpaceus), além de pequenos mamíferos, como o castor europeu. Canaviais com níveis de água igual ou inferior à superfície durante o verão são muitas vezes mais complexos no aspecto da biodiversidade e botânica. Juncos e plantas similares geralmente não crescem em água com pH ácido, e por isso nestas situações os canaviais são substituídos por vegetação. Apesar de cana comum ser a componente fundamental dos canaviais, podem ocorrer canaviais com outros tipos semelhantes de planta, mas estes são mais raros na natureza.

Popularmente, o termo, porém, é mais empregado para se referir ás grandes áreas rurais em que se encontram ocupadas pela cana-de-açúcar, planta utilizada comercialmente na extração de vários produtos derivados, principalmente o álcool utilizado na produção de combustível automotivo, ou então, como fonte para a produção do açúcar doméstico.